# Great American Desert
O Great American Desert é um termo usado no século XIX para descrever o deserto situado no High Plains a leste das Montanhas Rochosas .